# نهر يستحم في البحيرة
نهر يستحم في البحيرة هي رواية للكاتب الفلسطيني يحيى يخلف، صدرت لأول مرة عام 1997 عن دار الشروق في عمان، الأردن، في 144 صفحة. تسلط الرواية الضوء على التحولات السياسية والاجتماعية التي عصفت بالواقع الفلسطيني عقب اتفاق أوسلو، حيث تمتزج فيها عناصر من الواقعية، الرمزية، والغرائبية لتقدم سردًا متعدد الطبقات عن التمزق النفسي والجماعي.

### نبذة
تحكي الرواية قصة بطل يعود من منفى متعدد إلى غزة، محاولًا أن يربط بين الماضي والحاضر في رحلة مليئة بالتأملات والخيبات. عبر مسار الأحداث، يسافر البطل نحو قريته الجليلية "سمخ"، ترافقه شخصيتان محوريتان: وعد، التي تمثل الحنين إلى الماضي، وأكرم، العائد من الولايات المتحدة بشخصية تبنت الهوية الغربية. تتناول الرواية صراع الهوية والانتماء بين الوطن والمنفى، مع معالجة أدبية رفيعة لآثار الاحتلال والانقسامات الداخلية.

### الشخصيات
- البطل/الراوي: شخصية تعيش حالة من الاغتراب النفسي، تعكس تمزق الفلسطيني بين القبول والرفض لواقع سياسي مفروض. عايش النكبة وهاجر طفلاً، درس في رام الله، وشارك في المقاومة. يعود للوطن بعد أوسلو محاولاً استكشاف ماضيه واستعادة ذكرياته[2]
- مجد: فتاة مقيمة في القدس، تجمعها علاقة قديمة مع الراوي، أصبحت فاترة بعد عودته. تعيش صراعًا بين ارتباطها العاطفي بالراوي وأكرم، وبين رؤيتها لحل سياسي عبر التعايش الفلسطيني-الإسرائيلي. تسعى للبحث عن حل وسط بين الراوي وأكرم، لكنها تفشل في النهاية.
- أكرم عابد: فلسطيني مغترب في أمريكا. يجمع بين حياة الرفاهية واهتمامه بفكرة التعايش الفلسطيني-الإسرائيلي. يحاول استثمار وسائل الإعلام لإحياء فكرة السلام عبر قصة حب قديمة، لكنه يواجه الواقع الإسرائيلي المتشبث بالعدائية.
- عبد الكريم الحمد: خال الراوي، الذي قُتل على ضفاف بحيرة طبريا بعد النكبة. يمثل ارتباط الفلسطيني بجذوره وأرضه، إذ أصر على العودة ليموت هناك.
- أونودا: الجندي الياباني المستوحى من قصة واقعية. يمثل رمزية المقاومة الفردية الطويلة ضد الاستسلام. يشكل مرآة للراوي، ويعكس صراعه الداخلي مع فكرة الهزيمة.
- بيرتا: يهودية كانت في علاقة حب مع فارس الفارس. رمز لفشل فكرة التعايش، إذ عادت عجوزًا فاقدة القدرة على التواصل، مما يعكس استحالة استعادة الماضي.
- عائشة التونسية:جزء من ماضي الراوي. تمثل الحلم والمنفى، وتعيد الراوي إلى ذكرياته الجميلة المرتبطة بالنضال والأمل.
- الجندي الإسرائيلي: رمز للعدائية والقمع. يتكرر حضوره كعائق أمام الفلسطينيين، متحفظ ومتوجس.
- يائيل: نادلة يهودية تساعد أكرم لأهداف مادية فقط. تمثل الابتذال والانتهازية.
- شلومو: موظف في نزل، يُظهر العنصرية الإسرائيلية ضد الفلسطينيين، لكنه يقبل الرشوة كحل وسط.

### الأسلوب
اعتمد يحيى يخلف في رواية "نهر يستحم في البحيرة" على تقنيات سردية متعددة، مما أضفى على العمل عمقًا وثراءً. أبرز هذه التقنيات تشمل الرمزية والغرائبية، التي تتجلى في تغيّر مجرى النهر وحيض البحيرة وتمرد التماسيح. يشكل النهر في هاته الرواية رمزًا مركزيًا للعبثية والتحولات السياسية والاجتماعية التي يعالجها النص. يتحرك النهر ويتغير مجراه بشكل غير طبيعي، في استعارة لتبدلات الواقع التي تبدو غير منطقية أحيانًا. كما أن تفاعل الكاتب مع البحيرة وتمرد التماسيح يرمزان إلى القوى العمياء التي تعيد تشكيل العالم دون أي اعتبار للنظام أو المعقولية. هذه التيمة يعكس روح الرواية المليئة بالتأملات في الواقع الإنساني المليء بالتناقضات. جمع بين استدعاء الماضي واستشراف الحلم لتعرية الواقع وكشف معاناته، مع التأكيد على أمل الفلسطيني في استعادة الأرض والحلم رغم ضبابية الحاضر وآلامه. كما استخدم الكاتب تقنية التداعي الحر، من خلال استدعاء شخصية الجندي الياباني أونودو كرمز للمقاومة العبثية والهزيمة النفسية. أما التوصيف المكاني، فقد لعب دورًا محوريًا، حيث لم يكن المكان مجرد إطار للأحداث، بل عنصرًا حيًا يشارك في تشكيل السرد ويضفي أبعادًا إضافية على معاني الرواية. هكذا استثمر يحيى يخلف في تقنيات رمزية وسردية للتعبير عن مأساة الفلسطينيين بعد النكبة. محاولا التوفيق بين الجوانب السياسية في الرواية وبيى الإبداع الأدبي,, يقول الروائي "لقد حاولنا ألا تمتص السياسة دمنا".

### الاستقبال
اعتبر النقاد هاته الرواية عملاً أدبيًا يؤرخ للحالة الفلسطينية بأسلوب متفرد. كما أثارت الرواية جدلاً في تناولها لفكرة المنفى، حيث خالفت السرديات الفلسطينية التقليدية بتمجيدها للمنفى كحاضن مقارنة بوطن مثقل بالجراح والانقسامات.